# Dernières Heures à Denver
Pour plus de détails, voir Fiche technique et Distribution.
Dernières Heures à Denver ou Distractions à Denver quand sonne le glas au Québec (Things to Do in Denver When You're Dead) est un film américain réalisé par Gary Fleder et sorti en 1995.
Il est présenté en avant-première au festival de Cannes 1995.

## Synopsis
Jimmy Tosnia, surnommé « le Saint », est un ancien criminel qui dirige aujourd'hui Afterlife Advice à Denver. Son entreprise propose à des mourants d'enregistrer des messages vidéo pour conseiller leurs proches quand ils ne seront plus là. Alors que ses affaires connaissent des difficultés, Jimmy est recontacté par un ancien patron surnommé « le manipulateur ». Ce dernier, quadriplégique et mourant, lui demande une dernière faveur concernant son fils Bernard. Jimmy rassemble quatre anciens partenaires pour cette mission en apparence facile. En parallèle, Jimmy fréquente la belle Dagney.

## Fiche technique
Sauf indication contraire, les informations mentionnées dans cette section peuvent être confirmées par la base de données cinématographiques IMDb,  présente dans la section « Liens externes ».
- Titre français : Dernières Heures à Denver
- Titre québécois : Distractions à Denver quand sonne le glas
- Titre original : Things to Do in Denver When You're Dead
- Réalisation : Gary Fleder
- Scénario : Scott Rosenberg
- Musique : Michael Convertino
- Photographie : Elliot Davis
- Montage : Richard Marks
- Production : Cary Woods et Cathy Konrad
- Société de production : Woods Entertainment
- Société de distribution : Miramax (États-Unis)
- Pays d'origine :  États-Unis
- Langue originale : anglais
- Format : Couleur - Dolby Digital - Panavision Cameras and Lenses - 35 mm - 1.85:1
- Genre : thriller, drame, crime
- Durée : 115 minutes
- Dates de sortie[1] :
  - France : mai 1995 (avant-première au festival de Cannes)
  - États-Unis : 1er décembre 1995
  - France : 3 avril 1996
- Classification[2] :
  - États-Unis : Restricted - R (image et langage violents, brèves images d'un film porno)
  - France : interdit aux moins de 16 ans

## Distribution
- Andy García (VF : Thierry Ragueneau ; VQ : Daniel Picard) : Jimmy Tosnia dit « Le Saint » (The Saint en VO)
- Christopher Lloyd (VF : Georges Berthomieu ; VQ : Aubert Pallascio) : Olden Polymeros dit « l'épave » (Pieces en VO)
- William Forsythe (VF : Michel Vigné ; VQ : James Hyndman) : Francis Chiser dit « Franchise » (« Big Bear Franchise » en VO)
- Bill Nunn (VF : Jacques Martial ; VQ : François L'Écuyer) : Earl Denton dit « Easy Wind »
- Treat Williams (VF : Hervé Bellon ; VQ : Pierre Auger) : Bill Dolittle dit « le critique » (Critical en VO)
- Jack Warden (VF : Henry Djanik ; VQ : Vincent Davy) : Joe Heff
- Steve Buscemi : « Monsieur Chut » (Mr. Shhh en VO)
- Fairuza Balk (VF : Odile Schmitt ; VQ : Aline Pinsonneault) : Lucinda
- Gabrielle Anwar (VF : Claire Guyot ; VQ : Linda Roy) : Dagney
- Christopher Walken (VF : Bernard Tiphaine ; VQ : Daniel Roussel) : « le manipulateur » (The Man With The Plan en VO)
- Michael Nicolosi (VF : Didier Brice ; VQ : André Montmorency) : Bernard
- Bill Cobbs (VF : Robert Liensol) : Malt
- Marshall Bell : le lieutenant Atwater
- Glenn Plummer (VF : Tola Koukoui) : Baby Sinister
- Don Stark (VF : Jean-Michel Farcy) : Gus
- Harris Laskawy (VF : Thierry Murzeau) : Ellie
- Willie Garson (VF : Jean-Pierre Leroux) : Randall Cuffland
- Don Cheadle : Rooster
- Tiny Lister Jr. (VF : Pascal Germain) : House
- Taylor Hayle (VF : Christophe Lemoine) : Stevie
- Bill Bolender (en) (VF : Michel Barbey) : le père de Stevie
- Josh Charles (VF : Bruno Choël) : Bruce (non crédité)

Légende : Version Française = VF et Version Québécoise = VQ

## Production
Scott Rosenberg écrit le script en deux semaines, peu après la mort de son père.
Le tournage a lieu dans le Colorado, principalement à Denver et ses environs. Quelques plans sont par ailleurs tournés sur l'Imperial Highway à Norwalk en Californie.

## Distinctions
Le film obtient deux prix au festival du film policier de Cognac en 1996 : le prix de la critique et le prix spécial du jury pour Gary Fleder.

## Commentaire
Le titre du film vient de la chanson de Warren Zevon présente sur son album de 1991 Mr. Bad Example.